# لوگان سارجنت
لوگان هانتر سارجنت (به انگلیسی: Logan Hunter Sargeant) یک راننده آمریکایی است که هم‌اکنون در فرمول یک با تیم ویلیامز ریسینگ رقابت می‌کند. او همچنین قبل از پیوستن به فرمول یک در مسابقات قهرمانی فرمول ۲ برای کارلین موتوراسپورت رانندگی می‌کرد که در رده چهارم قرار گرفت.